# Presidents Institute
Presidents Institute er et internationalt direktørnetværk, som oprindeligt blev stiftet i Danmark i september 2005 under det oprindelige navn Institut for Selskabsledelse. I dag opererer erhvervsnetværket globalt med over 2.000 medlemmer i Danmark, Sverige og Finland.
Udover at skabe fortrolige fora for topledere, hvor der kan udveksles erfaring og sparring om konkrete udfordringer, er Presidents Institute særligt kendt for sine halvårlige Presidents Summits.
Presidents Summits er internationale topmøder for erhvervsledere i ind- og udland, hvor der typisk samles over 2.000 erhvervsledere - og er dermed de største tilbagevendende begivenheder af sin slags i Norden. Fokus på disse topmøder er almindeligvis bestyrelsesarbejde, topledelse og politik. Tidligere indlægsholdere har bl.a. været Jack Welch, Sir Richard Branson, Gordon Brown, Carlos Ghosn, Mitt Romney og Bill Clinton.
Presidents Institute blev kåret som Børsen Gazelle i 2011, 2012, 2013, 2014 og 2015.
Selskabet blev rekonstrueret i oktober 2018 og overtaget af en gruppe erhvervsledere bestående serieiværksætterne Mads Faurholt-Jørgensen og Stefan Bruun. 